# RNF8
La ubiquitina ligasa E3 RNF8 (RNF8) es una enzima codificada en humanos por el gen RNF8.
La proteína codificada por este gen contiene un dominio de dedos de zinc RING y un dominio FHA. Esta proteína ha demostrado interaccionar con varias clases de enzimas conjugadas con ubiquitina de clase II (E2), incluyendo UBE2E1/UBCH6, UBE2E2 y UBE2E3, y podría actuar como una ubiquitina ligasa en la ubiquitinación de cierta clase de proteínas nucleares. Se han descrito diversas variantes transcripcionales del gen, que codifican diferentes isoformas de la proteína.

## Interacciones
La proteína RNF8 ha demostrado ser capaz de interaccionar con:
- Receptor X retinoide alfa[4]